# Football Club Baník Ostrava 2002-2003
Questa voce raccoglie le informazioni riguardanti il Football Club Baník Ostrava nelle competizioni ufficiali della stagione 2002-2003.

## Rosa
| N. |                       | Ruolo | Calciatore     |
| -- | --------------------- | ----- | -------------- |
| 1  | Rep. Ceca (bandiera)  | P     | Michal Daněk   |
| 2  | Rep. Ceca (bandiera)  | C     | Radoslav Látal |
| 3  | Slovacchia (bandiera) | D     | Petr Drozd     |
| 5  | Rep. Ceca (bandiera)  | D     | René Bolf      |
| 6  | Rep. Ceca (bandiera)  | D     | David Bystroň  |
| 7  | Rep. Ceca (bandiera)  | C     | Martin Čížek   |
| 8  | Rep. Ceca (bandiera)  | C     | Pavel Besta    |
| 9  | Rep. Ceca (bandiera)  | C     | Premysl Krpec  |
| 12 | Rep. Ceca (bandiera)  | C     | Rostislav Kisa |
| 15 | Rep. Ceca (bandiera)  | C     | Josef Hoffmann |
| 16 | Slovacchia (bandiera) | P     | Jan Laštůvka   |

| N. |                       | Ruolo | Calciatore         |
| -- | --------------------- | ----- | ------------------ |
| 17 | Rep. Ceca (bandiera)  | D     | Zdeněk Pospěch     |
| 18 | Rep. Ceca (bandiera)  | D     | Josef Dvorník      |
| 19 | Rep. Ceca (bandiera)  | A     | Aleš Besta         |
| 20 | Slovacchia (bandiera) | A     | Martin Prohászka   |
| 21 | Rep. Ceca (bandiera)  | A     | Miroslav Matušovič |
| 22 | Rep. Ceca (bandiera)  | P     | Martin Raška       |
| 25 | Rep. Ceca (bandiera)  | A     | Václav Svěrkoš     |
| 26 | Rep. Ceca (bandiera)  | A     | Libor Žůrek        |
| 27 | Rep. Ceca (bandiera)  | C     | Lubomir Kubica     |
| 4  | Rep. Ceca (bandiera)  | C     | Martin Lukeš       |
| 10 | Rep. Ceca (bandiera)  | C     | Martin Svitak      |